# Perga waitei
Perga waitei – gatunek błonkówki z rodziny Pergidae.

## Taksonomia
Gatunek ten został opisany w 1927 roku przez R. Forsiusa. Jako miejsce typowe podano okolice rzeki Murray w stanie Australia Południowa. Holotypem była samica.

## Zasięg występowania
Australia. Występuje w płd. części kraju, w stanie Australia Południowa.